# Julie Manheimer
Julie Manheimer (* 13. Januar 1856 in Berlin; † 10. Juni 1929 ebenda) wurde 1912 als Witwe des vermögenden deutsch-jüdischen Industriellen Isidor Loewe durch eine arrangierte Zweitehe mit dem Reichsgrafen Wilhelm von und zu Arco zum Gegenstand einer antisemitischen Hetzkampagne im Deutschen Kaiserreich.

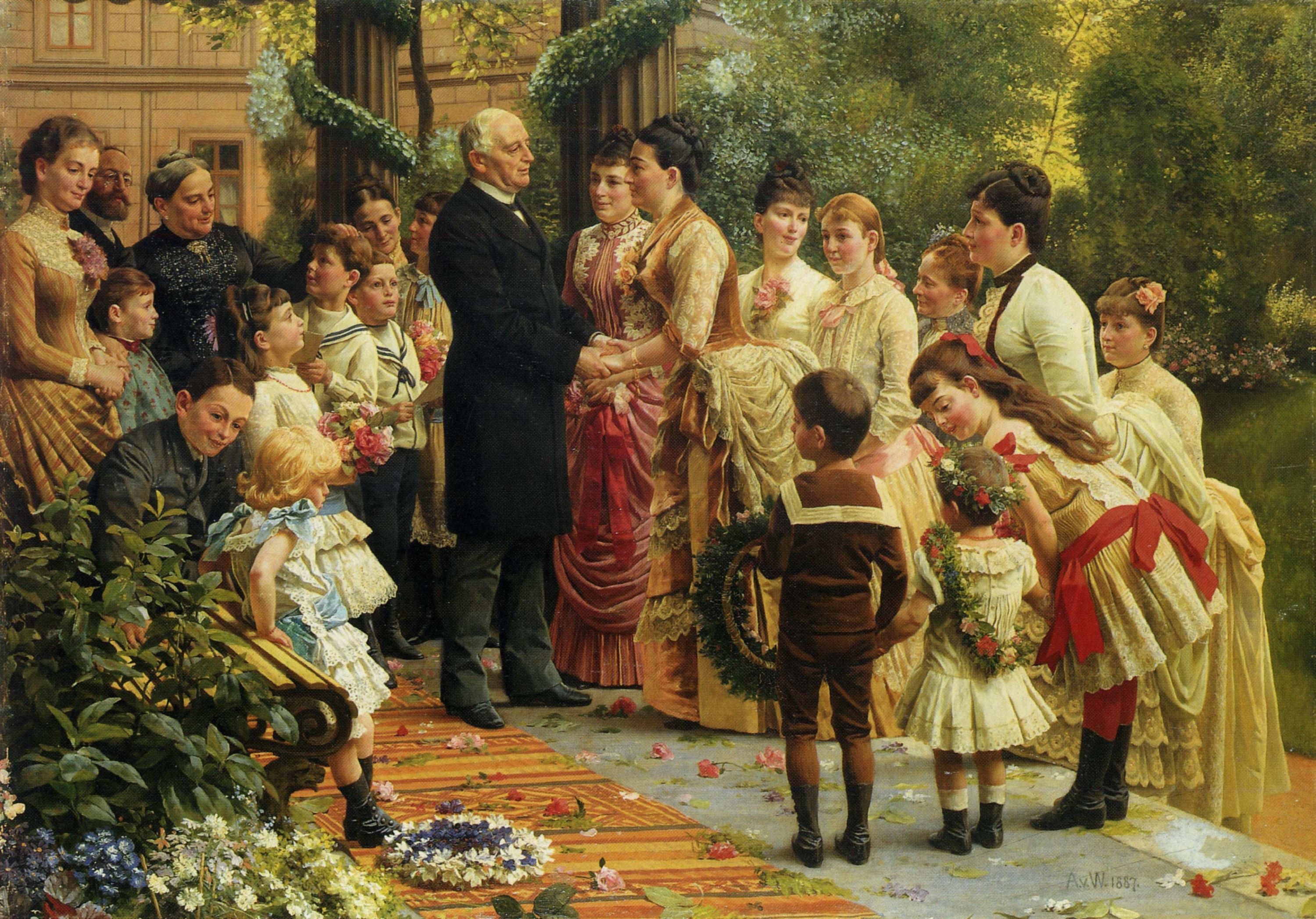
Der 70ste Geburtstag des Kommerzienrates Valentin Manheimer, von Anton von Werner, 1887

## Leben
Julie Manheimer war die älteste Tochter des deutsch-jüdischen Kommerzienrats Valentin Manheimer, einer der führenden Vertreter der preußischen Konfektionsindustrie. Für die Herstellung der industriell gefertigten Artikel des in seiner Grundsubstanz bis heute erhaltenen Modehauses Manheimer in der Oberwallstraße 6–7 / Jägerstraße 33 arbeiteten bis zu 8000 Arbeiter. Im Alter von 24 Jahren wurde Julie 1879 mit dem Berliner Industriellen Isidor Loewe verheiratet, der seit 1878 Teilhaber und nach dem Tod des Bruders Ludwig Loewe 1886 alleiniger Direktor der Firma Ludwig Loewe & Co. war. Anlässlich des 70. Geburtstags von Valentin Manheimer 1887 wurde Anton von Werner mit einem Familienporträt beauftragt, das heute im Deutschen Historischen Museum ausgestellt wird. Julie und Isidor Loewe sind darauf am linken Bildrand dargestellt.

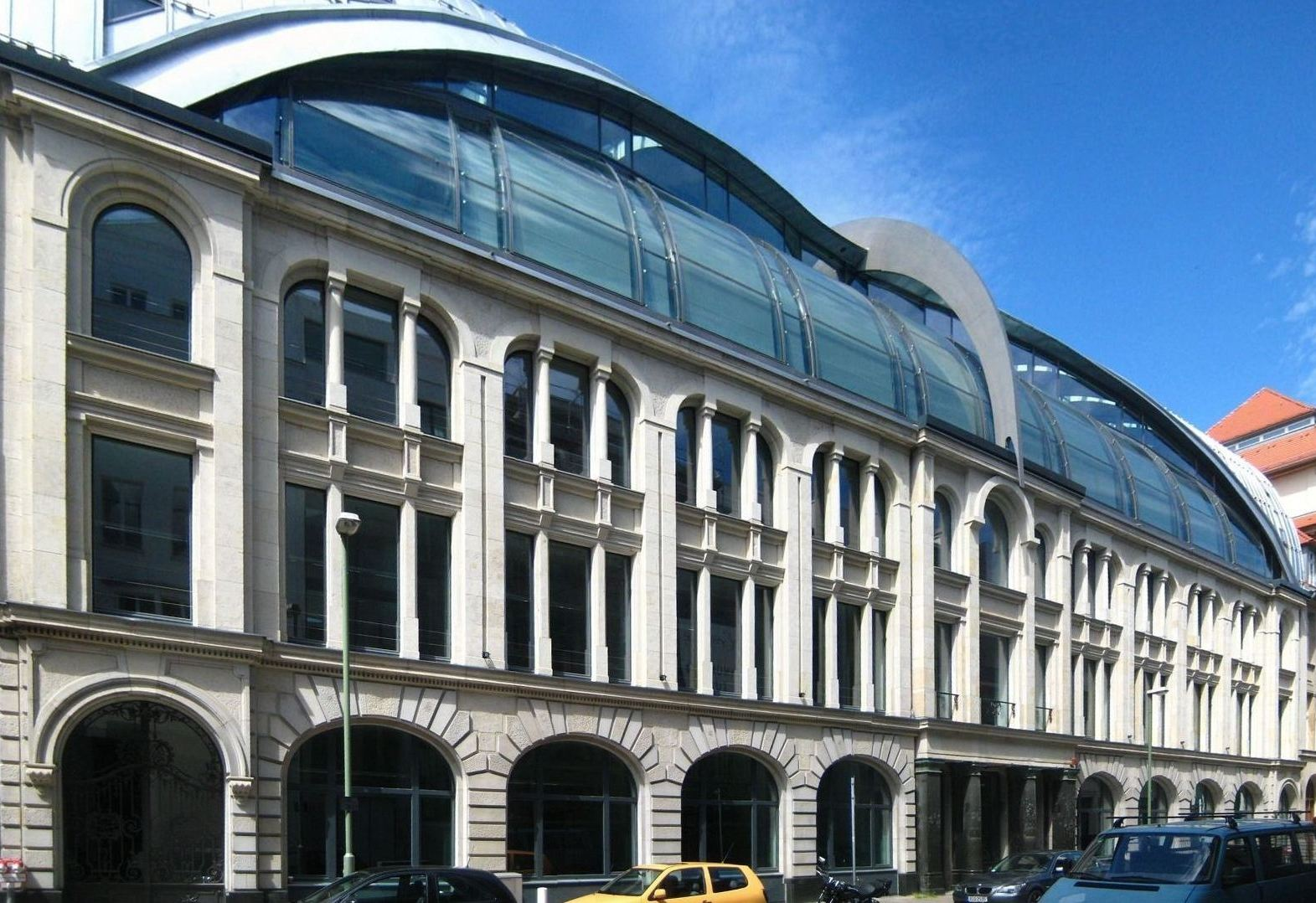
Berlin, Mitte, Oberwallstraße, Konfektionshaus Valentin Manheimer

1891–1892 ließ sich Isidor Loewe in der Bellevuestr. 11a – gegenüber der von Friedrich Hitzig entworfenen Villa Manheimer (Bellevuestr. 8) – von den für ihre Synagogenbauten bekannten Architekten Cremer & Wolffenstein ein pompöses Wohnhaus im Stil der französischen Renaissance errichten, das den Reichtum der Familie eindrucksvoll präsentierte und in der Deutschen Bauzeitung von 1893 ausführlich vorgestellt wurde.

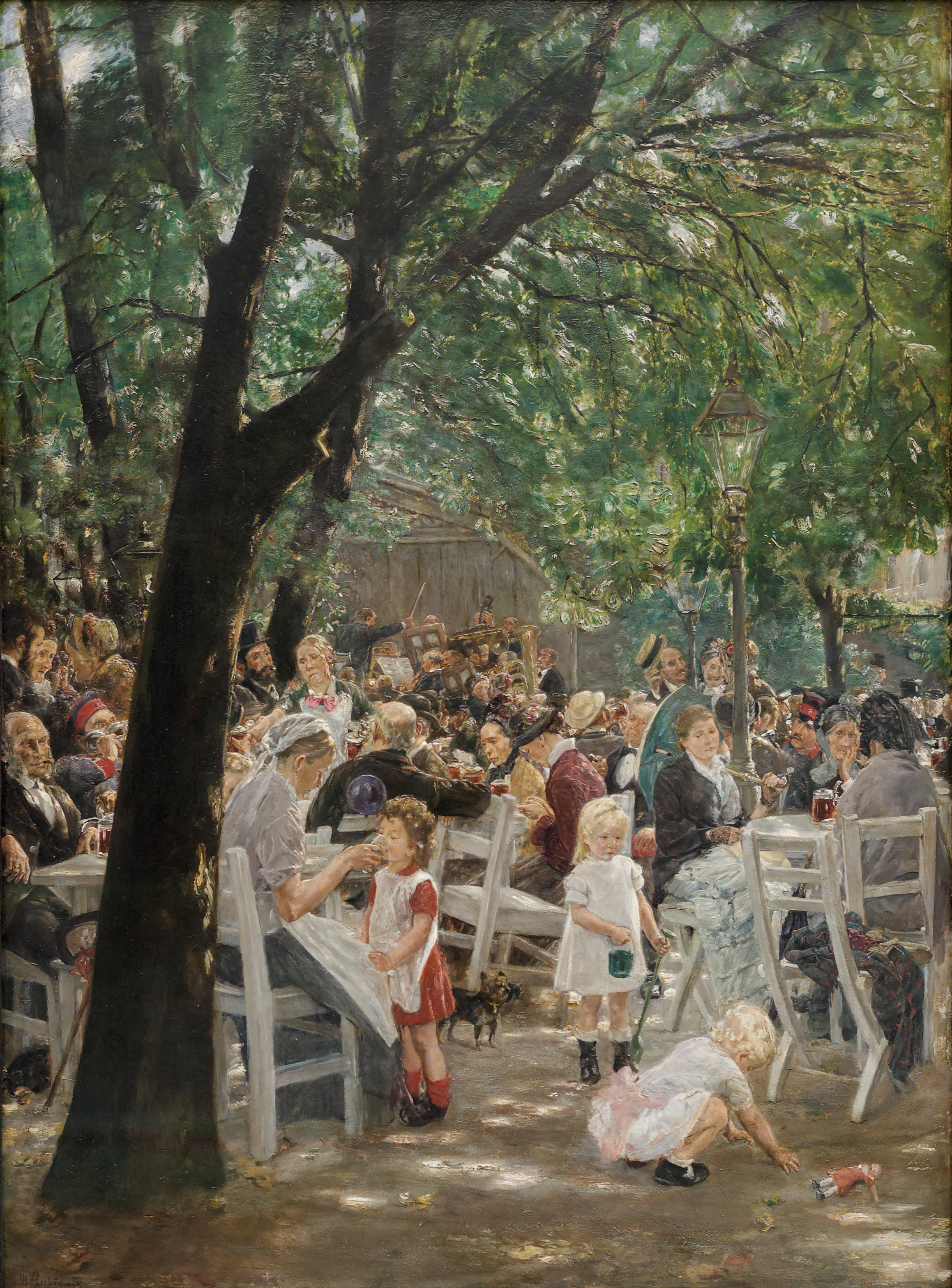
Max Liebermann 1884: Münchner Biergarten

## „Judenflinten“-Prozess 1892

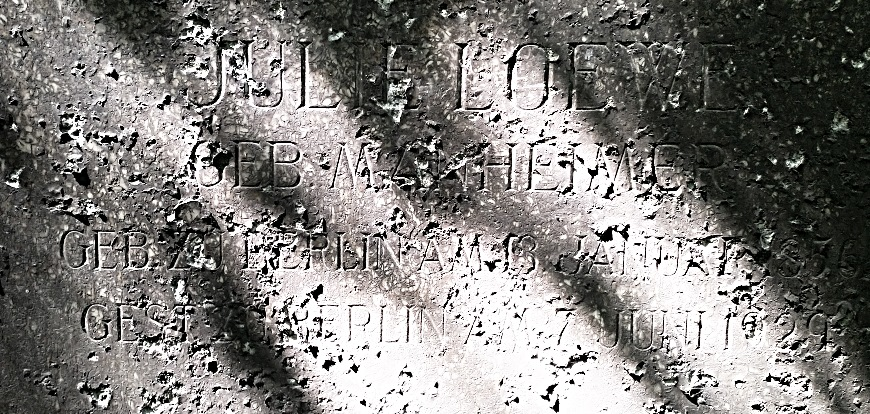
Grabstelle Julie Manheimer

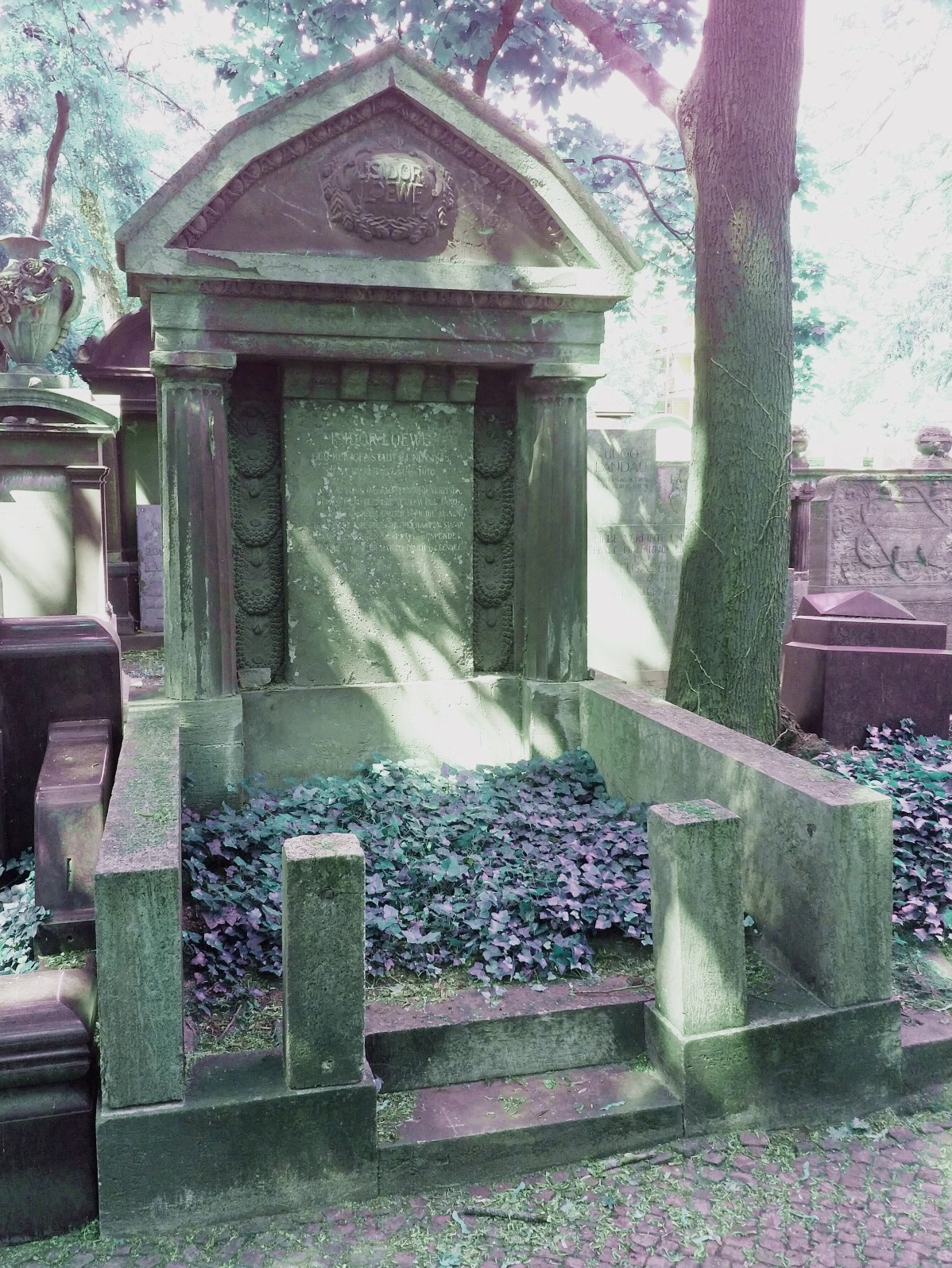
Grabstelle auf dem Jüdischen Friedhof Schönhauser Allee, Berlin

Zum familieneigenen Firmenkonglomerat, dessen Fabriken an verschiedenen Standorten Berlins standen, gehörte auch die „Gewehrfabrik Ludwig Loewe & Co.“, was 1892 bereits Anlass zu erster antisemitischer Hetze gegen die Familie bot: Im Mai 1892 erschien unter dem Titel »Neue Enthüllungen, Judenflinten« eine Broschüre des antisemitischen Reichstagsabgeordneten Hermann Ahlwardt, in der u. a. behauptet wurde, dass Isidor Lowe absichtlich untaugliche Gewehre für die deutsche Armee produziere: Die »Alliance israelite universelle« habe demnach das größte Interesse, „dass Deutschland im nächsten Kriege geschlagen werde, da sie nur auf den Trümmern des Deutschen Reiches die von ihr erstrebte jüdische Weltherrschaft aufbauen kann.“ Im sogenannten „Judenflinten-Prozess“, bei dem Isidor Loewe als Nebenkläger auftrat, wurde das Unternehmen vollständig entlastet und Ahlwardt wegen Beleidigung verurteilt. 1896 überführte Isidor Loewe alle Beteiligungen an der Waffenproduktion in den von ihm gegründeten Konzern Deutsche Waffen- und Munitionsfabriken AG (DWM), zu dem Werke in Berlin und Karlsruhe sowie Beteiligungen an der Waffenfabrik Mauser, Fabrique Nationale d’Armes de Guerre (FN) in Belgien sowie an der Waffen- und Munitionsfabrik A.G. in Budapest gehörten. Isidor Loewe stieg somit zu dem nach Krupp zweitgrößten Waffenproduzenten des Kaiserreichs auf.

## Gegenstand der antisemitischen Klatschpresse
Nachdem Isidor Loewe 1910 verstorben war, wurde die Suche der Witwe Julie Loewe nach einem neuen Ehemann zu einem Thema der antisemitischen Klatschpresse. Mit einem Privatvermögen von 3 Mio. Goldmark und einem üppigen Jahreseinkommen aus Firmenbeteiligungen wurde sie im Jahrbuch der Millionäre für das Jahr 1912 zu den besten Partien des Landes gezählt. Philipp Stauff widmete dem Vorgang breiten Raum in seinem 1913 herausgegebenen „Semi-Kürschner“ und zitierte dabei die Berichterstattung des Berliner Klatschblattes „Die Wahrheit“, „wonach Frau Löwe ganz offiziell Heiratsvermittler damit beauftragt hatte, sie wieder unter die Haube zu bringen, und daß sie seit Monaten auf dem Berliner Heiratsmarkt angeboten wird wie sauer Bier“. Die antisemitische Presse war entsetzt, als die jüdische Millionenerbin am 1. Juli 1913 in London den zehn Jahre jüngeren Reichsgrafen Wilhelm von und zu Arco (1865–1944) ehelichte – einen notorischen Bankrotteur, der zuvor bereits eine Kurzehe mit der aus einer Berliner jüdischen Familie stammenden Else Wolff geschlossen hatte. Auch die Familie Loewe hatte kein Interesse an einem Mitgiftjäger aus dem Adel: angeblich wollte der Schwiegersohn Oskar Oliven sogar ein Entmündigungsverfahren anstrengen, um seine Schwiegermutter von diesem Schritt abzuhalten. Die arrangierte Ehe hielt nur ein Jahr und wurde bereits 1914 wieder geschieden.
Als Gräfin Arco lebte Julie Manheimer noch bis 1929 in Berlin und versammelte an ihren verschiedenen Wohnsitzen Künstler und Unternehmer, wie dies von ihrem Neffen Georg Witkowski in seinen Memoiren beschrieben wird. Hierbei trat sie auch als Kunstsammlerin hervor. Das 1884 entstandene Bild „Münchner Biergarten“ von Max Liebermann – heute in der Münchener Neuen Pinakothek – war von 1907 bis 1929 in ihrem Besitz.
Besonders engen Kontakt hielt sie zu ihren Schwestern Cäcilie und Clara Friedländer, Helene Valentin und Natalie Lantz, sowie zu ihren Brüdern Ferdinand, Gustav und Alfred Manheimer, die bis 1930 gemeinsam das väterliche Unternehmen fortführten. Ferdinands ältester Sohn, der Germanist Victor Manheimer – auf dem Bild Anton von Werners als Zehnjähriger dargestellt – nahm sich 1942 in Amsterdam mit einem Sprung aus dem Fenster das Leben, um der Verhaftung durch die Gestapo zu entgehen. Bis zum Frühjahr 1937 mussten im Zuge der „Arisierung“ alle jüdischen Vorstands- und Aufsichtsratsmitglieder der Firma Loewe auf Druck der Nationalsozialisten ihre Ämter in dem familieneigenen Konzern verlassen. Die Nachkommen von Ludwig und Isidor Loewe wurden aus dem Unternehmen gedrängt und verließen Deutschland. 1941 wurde das Vermögen der Familie im Deutschen Reich beschlagnahmt. Die Firma Ludwig Loewe & Co. wurde schließlich 1942/1943 mit der AEG fusioniert. Julie v. Arcos Tochter Sofie Alice emigrierte mit dem Schwiegersohn Oskar Oliven, seit 1910 Generaldirektor der Ludwig Loewe & Co. AG, 1935 in die Schweiz und starb 1944 in Zürich. Auch die Söhne Ludwig, Erich und Egon Loewe überlebten im US-amerikanischen Exil. Julie Gräfin v. Arco wurde 1929 als „Julie Loewe, geb. Manheimer“ neben ihrem ersten Ehemann Isidor Loewe auf dem Jüdischen Friedhof in der Schönhauser Allee (Gräberfeld F4) beigesetzt.

## Links
- Deutsche Bauzeitung No. 58, 22. Juli 1893, S. 353–353, Abb. S. S. 357